# 389 Directory Server
389 Directory Server (dříve Fedora Directory Server) je v informatice název LDAP serveru vyvinutý společností Red Hat, jako součást Fedora projektu. Název 389 je odvozen od čísla portu pro LDAP (Lightweight Directory Acces Protocol). Red Hat nabízí také verzi Red Hat Directory Server, která vychází z 389, která je součástí Red Hat Enterprise Linuxu. Red Hat Directory Server se od 389 liší v tom, že zahrnuje zákaznický servis a technickou podporu. Cílem projektu 389 je získat rychle nové funkce, bohužel je někdy tento cíl příčinou nestability a nespolehlivosti. Zdrojový kód 389 je dostupný pod licencí GPLv2. Některé komponenty mají výjimku pro plugin kód, zatímco ostatní komponenty používají LGPLv2 nebo APL. Totéž platí pro produkt Red Hat.
389 Directory Server byl postaven na Fedoře, ale podporuje mnoho operačních systémů, včetně Red Hat Enterprise Linux 3 a novější – Debian, Solaris 8 a vyšší a HP-UX 11i.

## Historie
389 Directory Server je nejnovější podobou projektu, který byl nazván jako slapd a to na univerzitě v Michiganu. V roce 1996 byli vývojáři najati společností Netscape Communications a tím se projekt stal znám jako Netscape Directory Server (NDS). Po získání Netscape, společnost AOL prodala duševní vlastnictví NDS společnosti Sun Microsystems, ale udržela si práva podobná vlastnictví. Sun prodal a vyvinul Netscape Directory Server pod názvem JES/SunOne Directory Server. Práva AOL/Netscape byla získána společností Red Hat a to 1. června roku 2005. Hodně zdrojového kódu bylo vydáno jako Free software pod GNU General Public License (GPL). Dne 1. prosince roku 2005 potom společnost Red Hat vydala jako free software všechen zbývající kód pro všechny komponenty zahrnutý v balíčku vydání (admin server, konzole, atd.) a nadále je udržovala pod příslušnou licencí. V květnu 2009 byl změněn název Fedora Directory Server na 389, aby dal projektu neutrální jméno a podpořil tak jeho portování a používání v jiných operačních systémech.

## Vlastnosti
- 389 Directory Server má schopnost multi-master
- 389 Directory Server má také schopnost exportovat části adresáře pouze ke čtení jiným serverem. To je podobné funkci Read only Domain Controller v Active Direcotry Domain Services od Microsoftu.
- 389 Directory Server má Grafické uživatelské prostředí (GUI) založené na Javovém frontendu) pro administraci, ale základní databáze LDAP může být řízena jiným kompatibilním LDAP nástrojem.